# Kloster Maria Schmolln

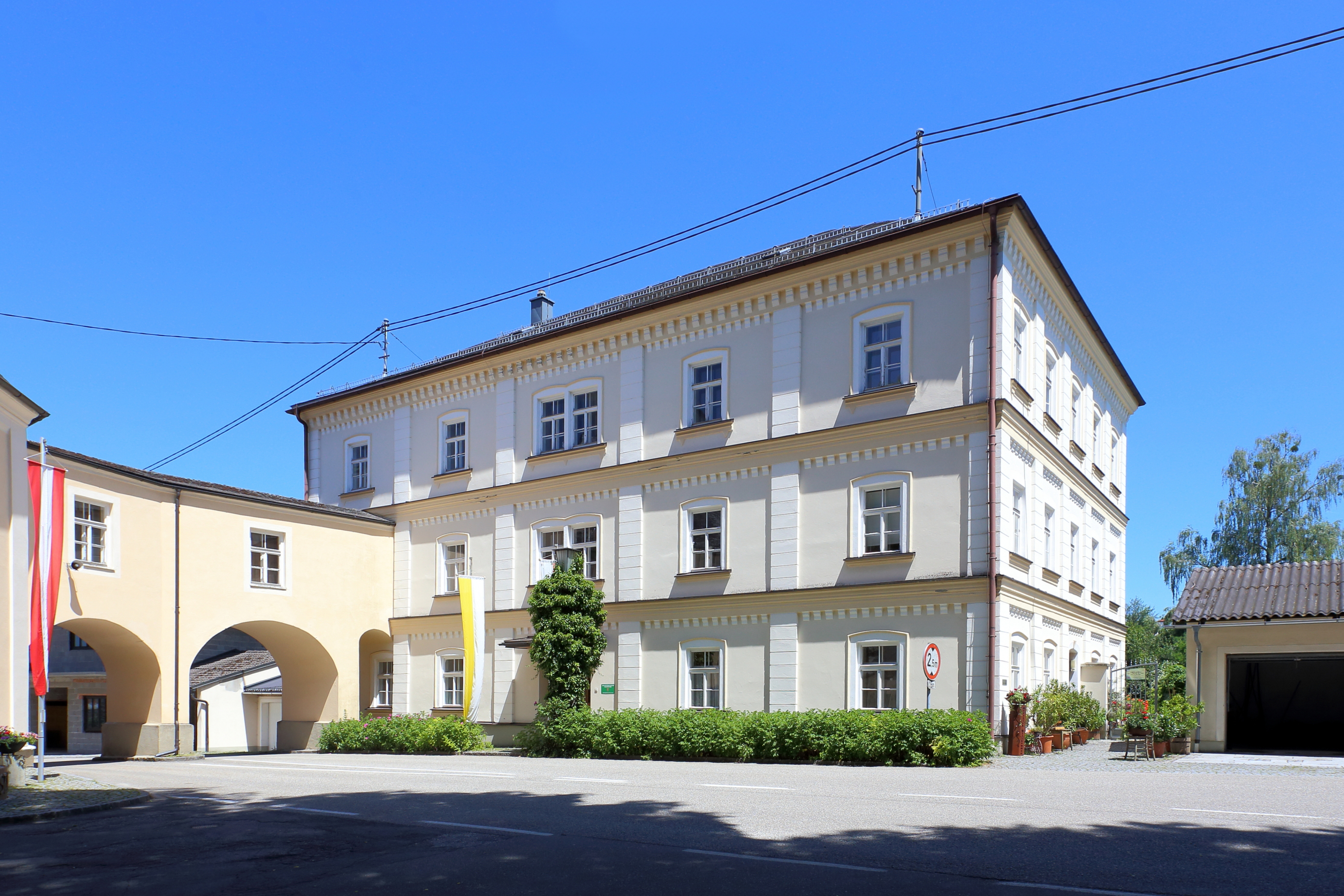
Ehemaliges Franziskanerkloster in Maria Schmolln

Das ehemalige Kloster steht in der Gemeinde Maria Schmolln im Bezirk Braunau am Inn in Oberösterreich. Das Kloster steht unter Denkmalschutz (Listeneintrag).

## Geschichte
Im Jahr 1864 wurde ein Priesterhaus erbaut. Auf Betreiben des Bischofs Franz Joseph Rudigier kamen im gleichen Jahr Franziskaner der Tiroler Franziskanerprovinz nach Maria Schmolln. 1871 erfolgte eine Aufstockung des Gebäudes, um Platz für 10 Franziskaner zu schaffen. Nach dem Anschluss Österreichs an Hitlerdeutschland mussten die Franziskaner 1941 das Kloster verlassen, nach dem Krieg 1945 kehrten die Franziskaner zurück. Im Jahr 2014 wurde das Kloster vom Orden der Franziskaner aufgegeben, seitdem wird die Pfarre von Weltpriestern betreut.

## Architektur
Der dreigeschoßige Klosterbau trägt ein flaches Walmdach. Die fünfachsigen Fassaden zeigen mit Konsolgesimsen und genuteten Lisenen eine schlichte historistische Geschoßgliederung.
Zwischen dem Kloster und der im Westen stehenden Kirche befindet sich eine Straße. Das Kloster und die Sakristei der Kirche sind baulich auf der Höhe des 1. Stockes durch einen gedeckten Gang verbunden. Östlich hinter dem Kloster befindet sich ein Klostergarten.